# 沙賈漢布爾縣
沙賈漢布爾縣（Shahjahanpur district）是印度北方邦的一個縣，位於該國北部，面積4,575平方公里，識字率為61.61%，2011年人口3,002,376，人口密度每平方公里656人。

## 外部連結
- 官方网站
- Website of Shahjahanpur （页面存档备份，存于）

28°00′N 79°50′E / 28.000°N 79.833°E